# Lago della Stua
Il lago della Stua è uno specchio d'acqua artificiale alimentato dal torrente Caorame, affluente di destra del Piave, che attraversa la Val Canzoi. Sul bacino artificiale si affaccia il gruppo dolomitico del Cimonega, appartenente alle Vette Feltrine.

## Descrizione e storia
La diga che ne trattiene le acque, alta 54,3 m e larga 32,4, fu costruita dalla SADE tra il 1952 e il 1953 all'altezza dell'abitato di Orsera, località di Cesiomaggiore.
Il lago è compreso interamente nel parco nazionale delle Dolomiti Bellunesi.